# الوفاة والجنازة الرسمية لليش كاكزينسكي وماريا كاكزينسكي

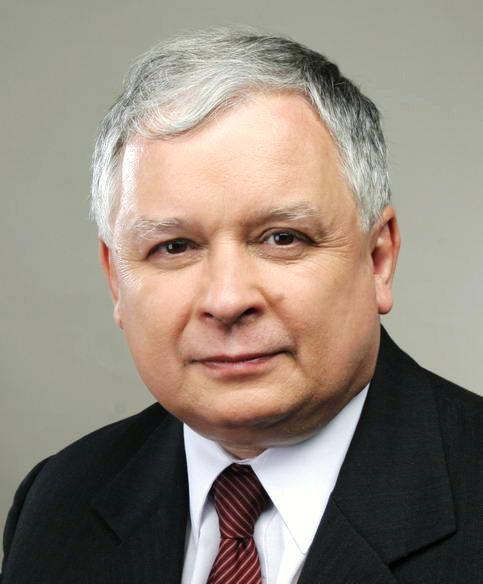
ليش كاكزينسكي, ولد في 18 يناير 1949

توفي ليش كاكزينسكي (بالإنجليزية: Lech Kaczyński)، الرئيس الرابع لجمهورية بولندا، في 10 أبريل 2010، بعد تحطم طائرة القوات الجوية البولندية طراز توبوليف 154 خارج سمولينسك وروسيا، مما أسفر عن مقتل 96 شخصاً كانوا جميعاً على متن الطائرة. وكانت زوجته الاقتصادية والسيدة الأولى لبولندا ماريا كاكزينسكي أيضاً ضمن القتلى.
بعد إعلان وفاة كاكزينسكي، تم إعلان أسبوع من الحداد من قبل القائم بأعمال رئيس جمهورية بولندا، برونيسلاف كوموراوسكي، والذي امتد بين 11 أبريل - 18 أبريل مع جنازة رسمية للزوجين تم عقدها في 18 نيسان / أبريل.
و العديد من البلدان أعلنت يوم حداد وطني في تاريخ الجنازة. ودفن الاثنان معاً في سرداب في كاتدرائية فافل، كراكوف.

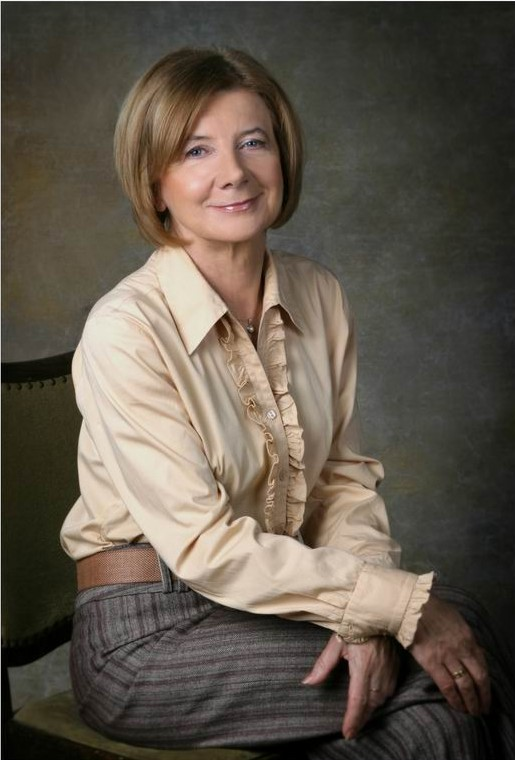
ماريا كاكزينسكي, ولدت في 21 أغسطس 1942